# Francovich vs. Itálie
Francovich vs. Itálie (C-6/90) byl judikát Evropského soudního dvora z roku 1990. Tento rozsudek založil odpovědnost členského státu Evropské unie za škodu, kterou jednotlivcům způsobilo nenáležité (chybné) provedení směrnice. Tato odpovědnost je někdy chápána jako jeden z principů evropského práva.

## Pozadí případu
Podle směrnice o ochraně proti insolvenci měly evropské státy nařídit firmám, aby zakládaly fondy, ze kterých by případně platily svoje zaměstnance v případě finančních potíží. Směrnice měla být implementována do roku 1983, ale Itálie tak neučinila. Pan Andrea Francovich pracoval ve firmě Gaia Confezioni Srl, která zkrachovala a nebyla schopná svým zaměstnancům za práci zaplatit. Panu Francovich tak firma dlužila šest miliónů lir. Pan Francovich a jeho kolegové zažalovali italský stát za to, že jim neimplementováním směrnice způsobil škodu.

## Rozhodnutí
Evropský soudní dvůr odpověděl na předběžnou otázku italského soudu v tom smyslu, že italský stát byl povinen směrnici naplnit a pokud tak náležitě neučinil, je odpovědný za škodu, kterou tím způsobil jednotlivcům. Podmínkou je, že směrnice zakládá jednotlivcům přesně stanovená práva (jako v tomto případě právo být chráněn před nesolventností firmy) a mezi způsobenou škodou a nenáležitou implementací směrnice musí být příčinná souvislost. Odpovědnost je v tomto případě objektivní (žalující nemusejí dokazovat, že je stát poškodil úmyslně).
Soud argumentoval tím, že římské smlouvy založily evropský právní řád, který je nadřazený vnitrostátním právním systémům. Evropské právo působí nejen na členské státy, ale i na jejich jednotlivce. Ti získávají nejen povinnost, ale i práva. Národní soudy se evropským právem musejí řídit a musejí v souladu s ním jednotlivce chránit. Pokud by tak nečinily a jednotlivci by se nedomohli svých práv, které pramení z nejen primárního, ale i sekundárního práva EU, znamenalo by to oslabení celého systému práva EU. Itálie je tedy povinná nahradit panu Francovich a jeho kolegům škodu, kterou svým jednáním způsobila.